# Prituľany, Humenné
Prituľany este o comună slovacă, aflată în districtul Humenné din regiunea Prešov. Localitatea se află la altitudinea de 233 m deasupra n.m., se întinde pe o suprafață de 6,48 km2 și în 2017 număra 51 de locuitori.

## Istoric
Localitatea Prituľany este atestată documentar din 1454.

## Demografie
| An:                | 1994 | 2004    | 2014    | 2024    |
| ------------------ | ---- | ------- | ------- | ------- |
| Număr de persoane: | 86   | 66      | 54      | 37      |
| Diferență:         |      | −23,25% | −18,18% | −31,48% |

| An:                | 2023 | 2024   |
| ------------------ | ---- | ------ |
| Număr de persoane: | 35   | 37     |
| Diferență:         |      | +5,71% |